# Pré-Politionele Actie in Palembang
De pré-politionele actie in Palembang (Indonesisch: Perang Lima Hari Lima Malam = Oorlog van Vijf Dagen en Vijf Nachten) vond plaats van 1 tot 5 januari 1947, een half jaar voordat de Nederlandse 'Eerste politionele actie' zou plaatsvinden. Na felle gevechten tussen het KNIL (Koninklijk Nederlandsch-Indisch Leger) en de Indonesische krijgsmacht TRI en bombardementen door de KNIL-luchtmacht van de commerciële wijk kwam de stad in Nederlandse handen. In Nederland heeft deze slag 70 jaar lang vrijwel geen aandacht gekregen, in de media noch in geschiedschrijving. Voor Indonesiërs is het een belangrijke gebeurtenis in de Indonesische onafhankelijkheidsstrijd. 
Er zijn door Indonesiërs gedetailleerde verslagen gepubliceerd. Er is een monument, Monumen Perjuangan Rakyat (MONPERA) 'opgedragen aan de bevolking van Palembang, die met eenvoudige wapens, wanhopig vocht tegen de Nederlanders voor het behoud van hun stad.' Jongeren speelden in 2014 de oorlog van vijf dagen en nachten na.

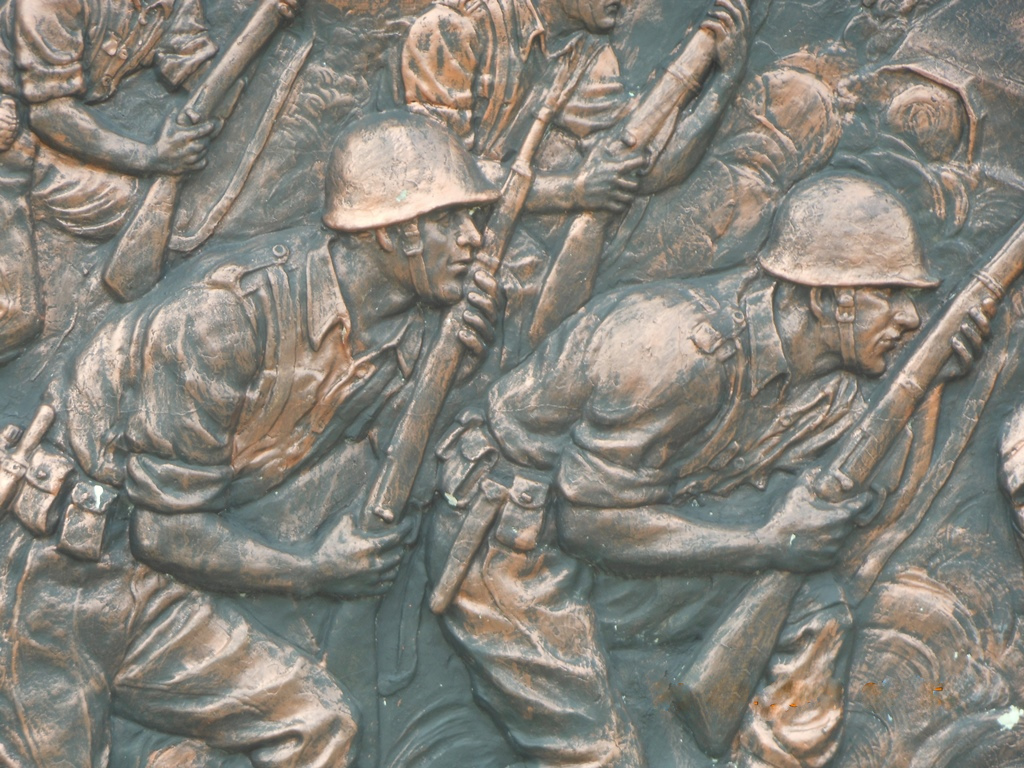
KNIL militairen op monument militaire begraafplaats Palembang

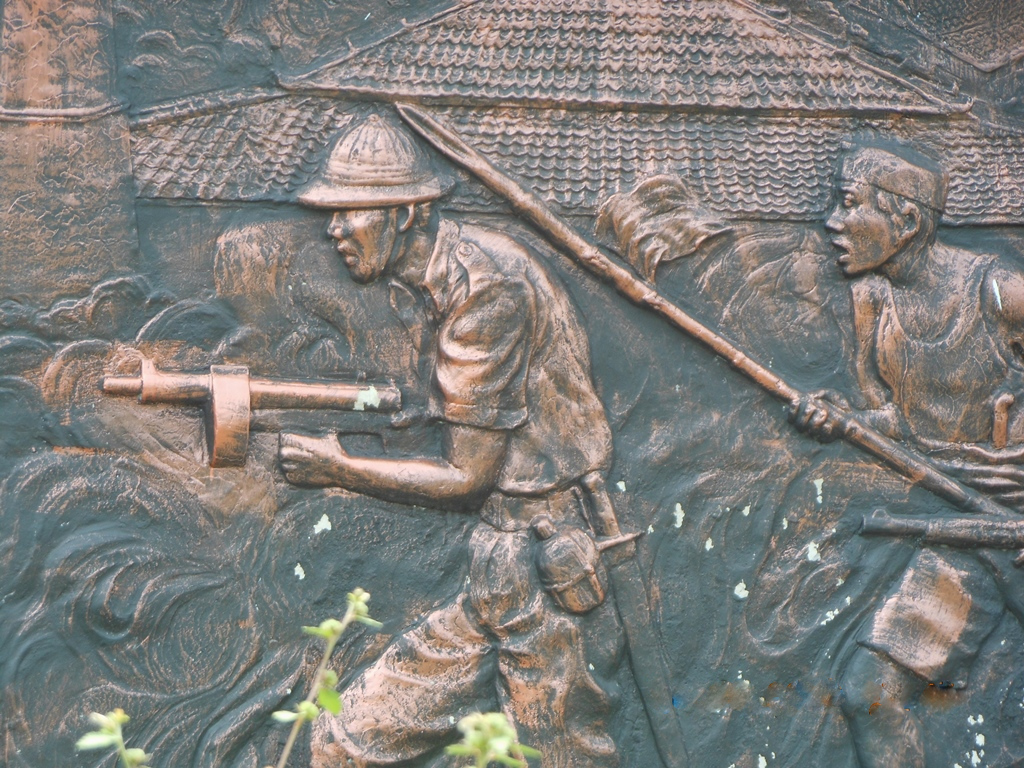
Indonesische strijders op hetzelfde monument

## Pré-politionele actie
Terwijl formeel de Eerste politionele actie in juli 1947 van start ging kan de oorlog van 1-5 januari 1947 in Palembang getypeerd worden als een 'pre-politionele actie'. Doel van deze KNIL-operatie was niet het handhaven van met de Republiek Indonesië en de Britten afgesproken demarcatielijnen maar gebiedsuitbreiding.

## Economisch doel
De Indonesische militairen werden verdreven tot 20 km buiten de stad. Zo konden activiteiten van de Bataafse Petroleum Maatschappij in Pladjoe en ook de export vanuit de grote zeehaven ongehinderd plaatsvinden. Dit kon voor Indië deviezen opleveren, die voor verdere oorlogsinspanningen noodzakelijk waren. Het ging dus net als bij de Eerste politionele actie om een 'Operatie Product'.   

## Operationeel niveau
Hiertoe was gecoördineerde inzet noodzakelijk van verschillende krijgsmachtdelen. "Alle registers gaan open: ...ook de Humber pantserwagens, ...de kanonnen van de Marineschepen op de Moesi en de B-25 vliegtuigen..." aldus veteraan van Trigt. "Dit was de eerste oorlog in Sumatra die werd gevochten vanuit drie dimensies: op het land, op zee en in de lucht." aldus Asshidiqqie.

## Excessen
Verschillende bronnen melden bombardementen van de commerciële sector, inclusief de Lingkis Markt. "De bovengeschetste gang van zaken wordt uiteraard aan Nederlandsche zijde ernstig betreurd en dat te meer, omdat bij conflicten binnen een stadsgebied onvermijdelijk ook onschuldige slachtoffers vallen en de burgerbevolking mee te lijden heeft." Zo stelde gouverneur-generaal van Mook. Aan deze onvermijdelijkheid wordt getwijfeld door veteraan Charles Destrée; 
"Als lid van IVde bataljon Stoottroepen… herinner ik mij onze verbazing over dat door ons onnodig geachte, want burgerslachtoffers eisende bombardement." Het het aantal burgerslachtoffers is onbekend, geruchten spraken van 250 of meer. Deze militaire actie was in strijd met zowel het in november 1946 getekende Linggadjati akkoord, als met internationale afspraken met onder andere de Britten, die aan het KNIL wapens hadden geleverd. Anders dan bij de Eerste politionele actie ontbrak voor deze pre-politionele actie een politiek mandaat van Nederlandse zijde.